# ホリデイ・スクエア

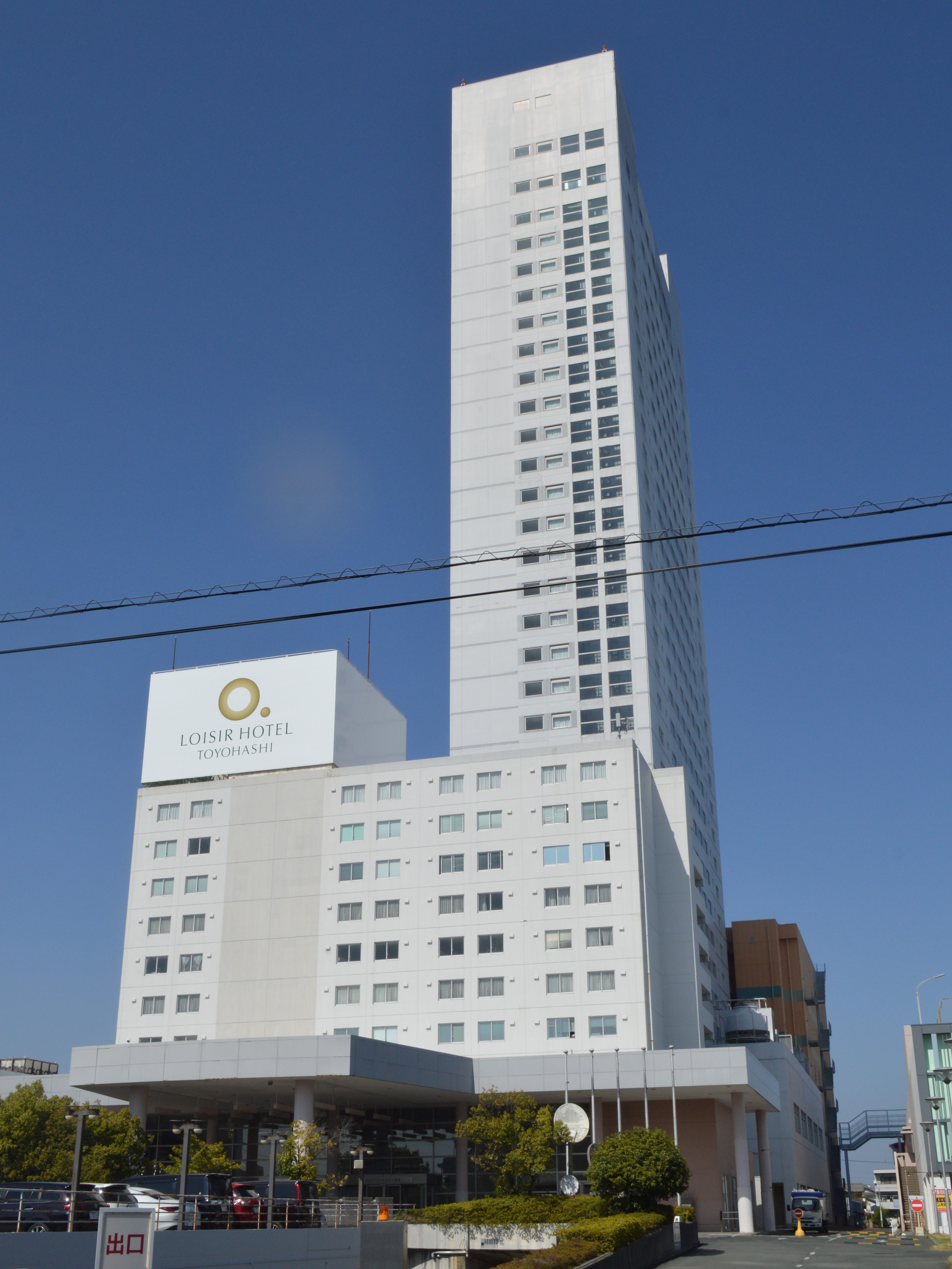
ロワジールホテル豊橋

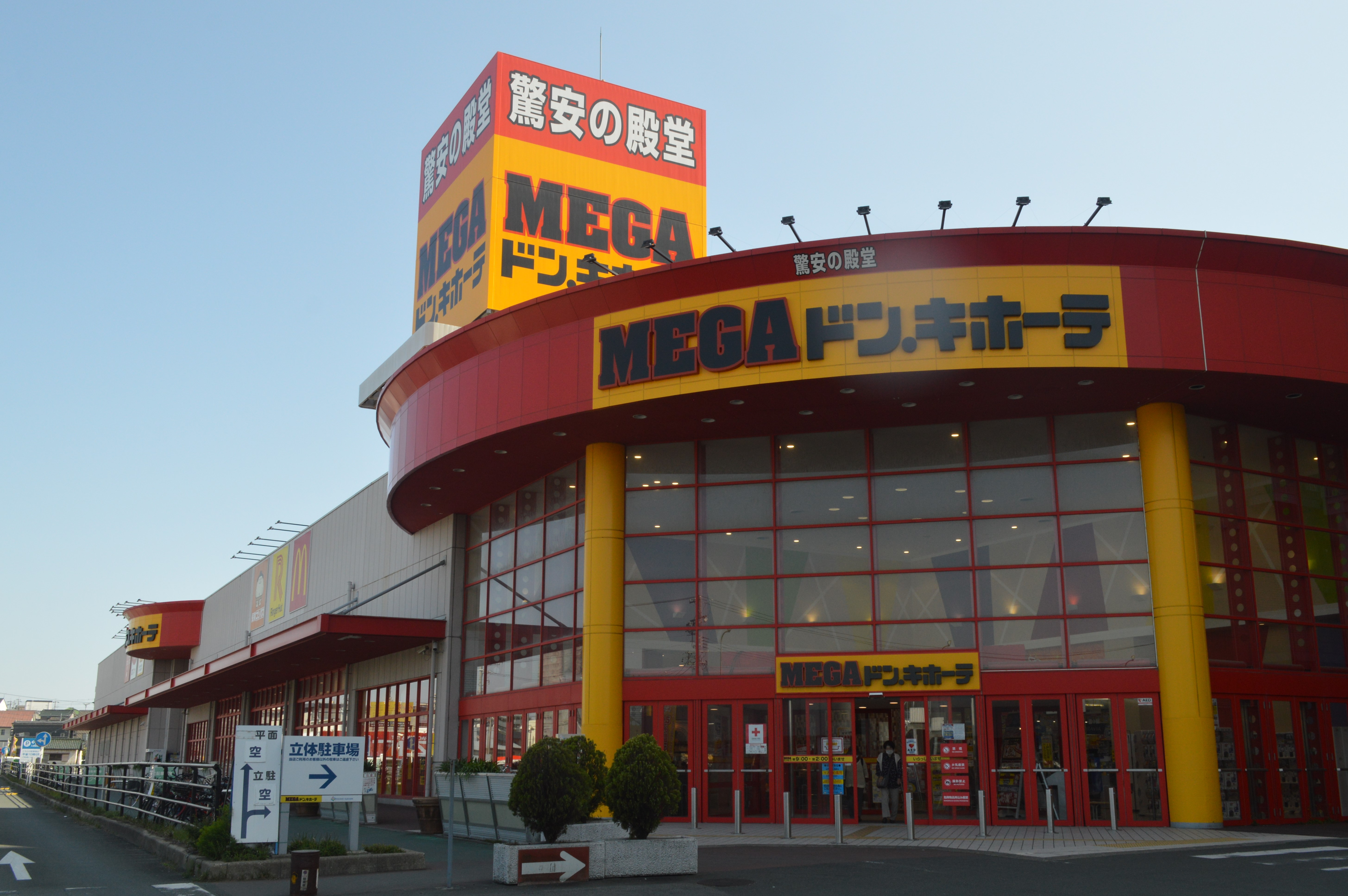
MEGAドン・キホーテ豊橋店

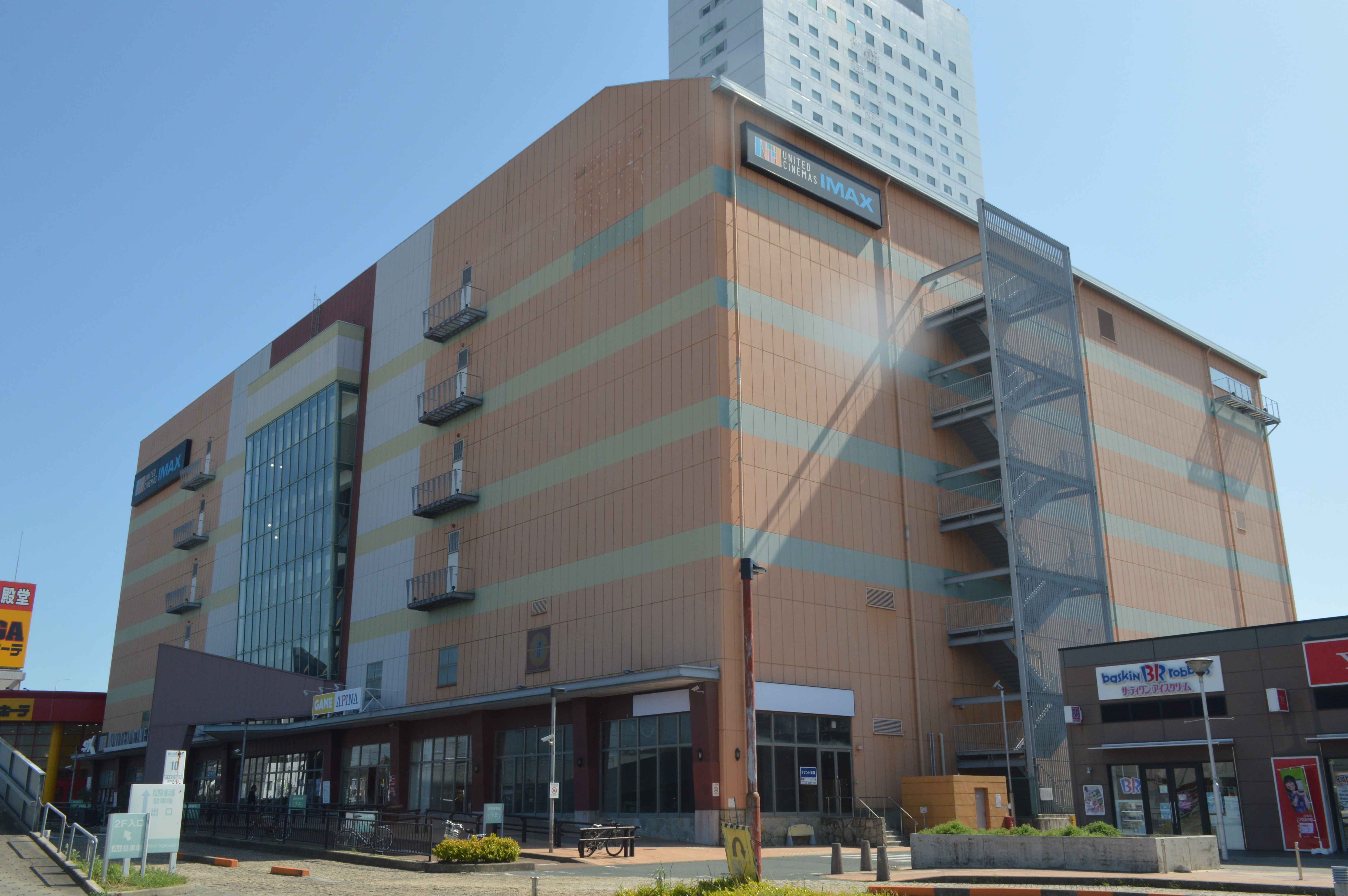
アミューズメントビル

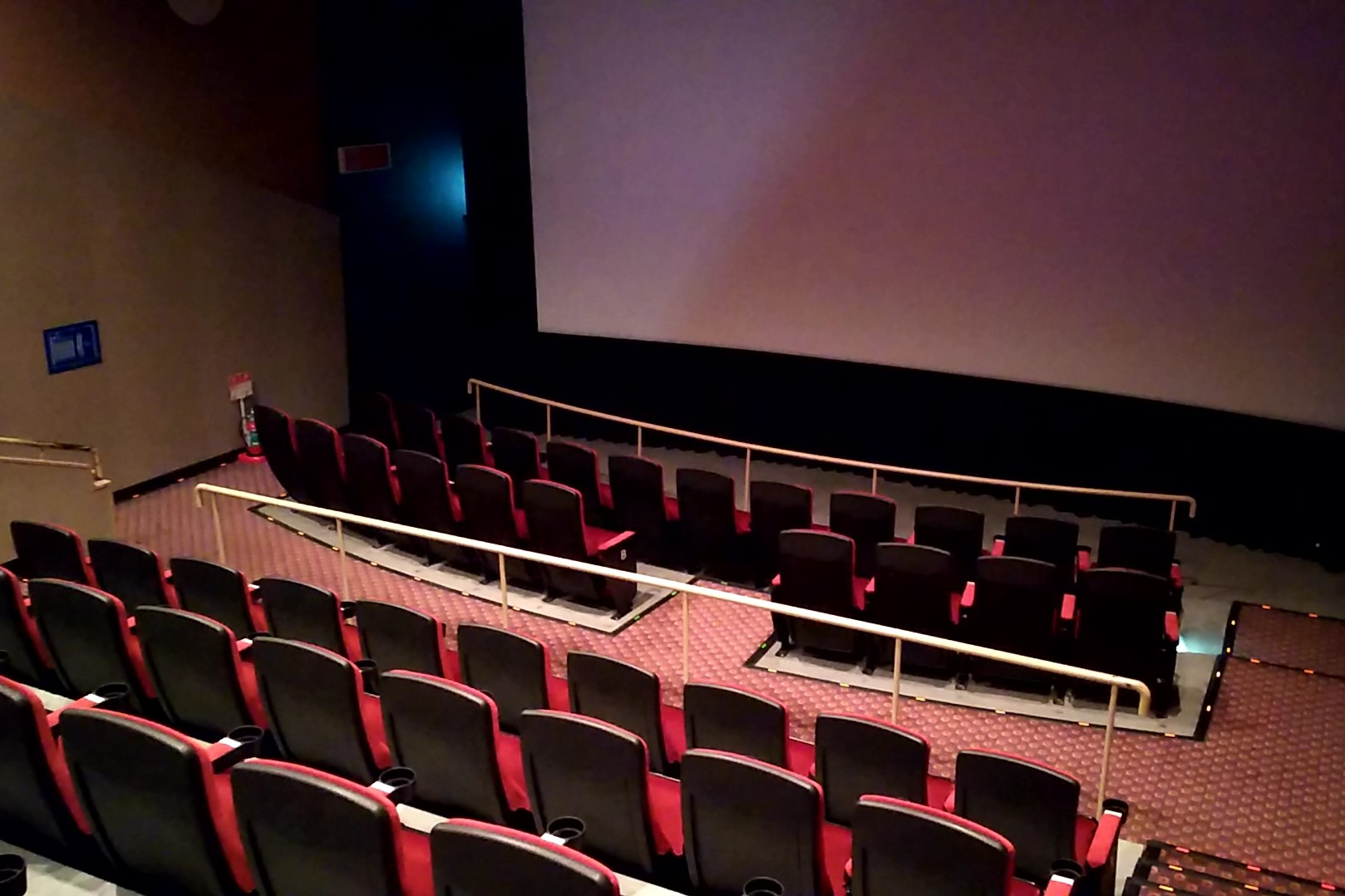
ユナイテッド・シネマ豊橋18

ホリデイ・スクエア（Holiday Square）は、愛知県豊橋市藤沢町141にある複合商業施設。ホテル（ロワジールホテル豊橋）、ショッピングセンター、映画館などが入居している。

## 施設
- ロワジールホテル豊橋 - 地上30階・高さ120m、客室数は379室。
  - ポーラロワジールホテル豊橋店
  - パリスパートナー101
- MEGAドン・キホーテ豊橋店 - 国内最大の店舗面積を持つドン・キホーテのGMS型店舗。運営は(株)ドン・キホーテではなく、同グループの長崎屋が行っている[1]。
  - マクドナルド豊橋MEGAドン・キホーテ店
  - リンガーハットMEGAドン・キホーテ豊橋店
  - ZENT豊橋藤沢店
  - たちばなMEGAドン・キホーテ豊橋店
  - クイックカットBBMEGAドン・キホーテ豊橋店
  - ヘアカラーFit! MEGAドン・キホーテ豊橋店
  - ハッピークレープ豊橋店
  - MEGAドン・キホーテ豊橋店チャンスセンター
  - イエタテ相談カウンター ドン・キホーテ豊橋店
  - モバイルステーション
  - フリーチケット豊橋メガドンキ店
  - 大玉たこ焼き たこ魔神 豊橋店
  - つけ麺・ラーメン フジヤマ５５ MEGAドン・キホーテ豊橋店
  - LUXBE aimer 豊橋店
- アミューズメントビル
  - ユナイテッド・シネマ豊橋18 - 日本最大級のシネマコンプレックス。スクリーンが国内最多の18であり、座席数は3,300席。
  - アピナ豊橋
  - アピナボウル豊橋
  - カーブス ホリデイ・スクエア豊橋
- ケンタッキーフライドチキン豊橋店
- スターバックスコーヒーホリデイ・スクエア豊橋店
- 保険コンパス ドン・キホーテ豊橋店
- ワイモバイル
- ゆらり豊橋ホリデイ・スクエア店

### エフエム豊橋送信施設

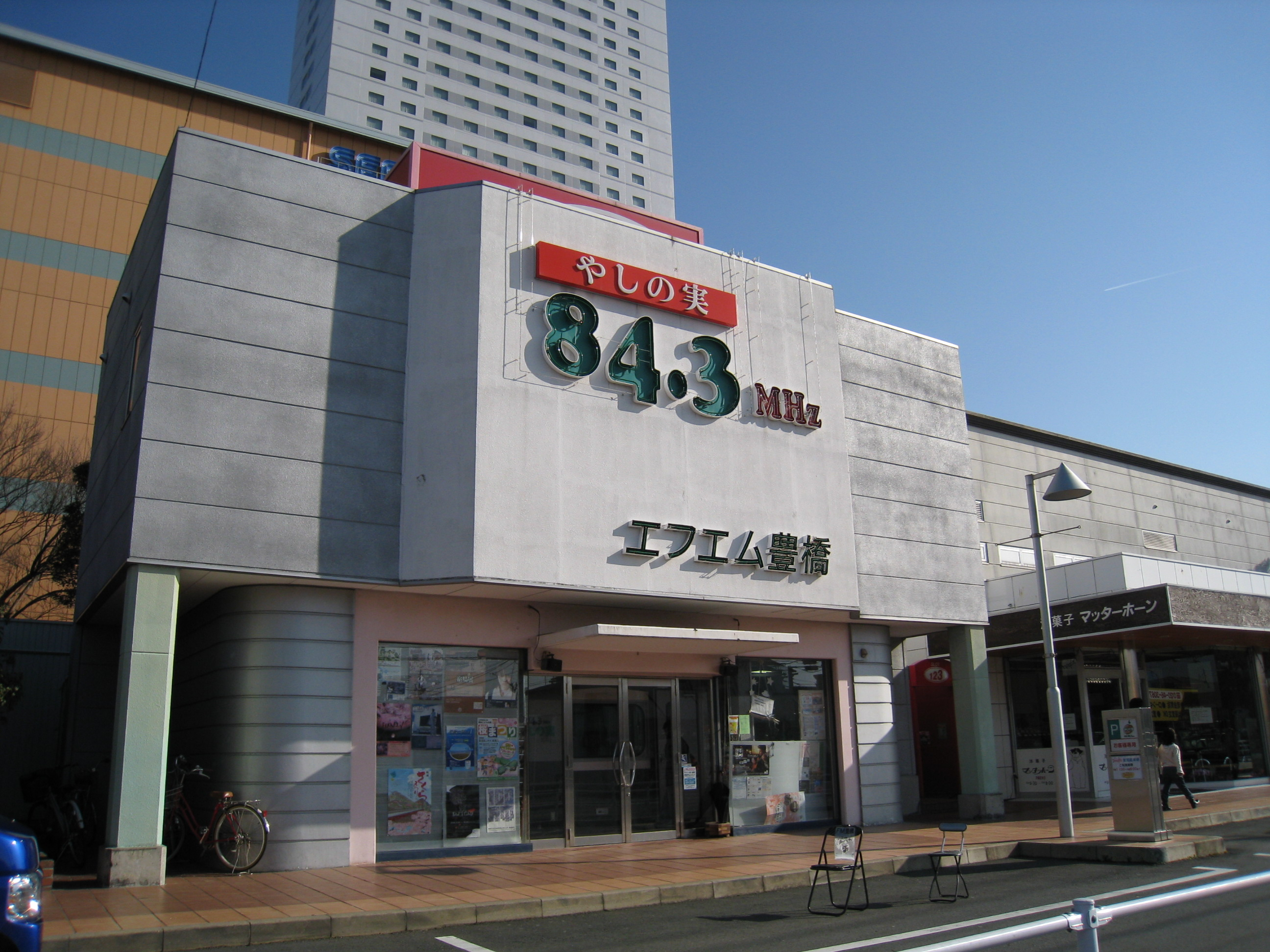
エフエム豊橋（現在閉鎖）

| 周波数  | 放送局名 ｢愛称｣         | コールサイン | 空中線電力 | ERP | 放送対象 地域       | 放送区域 内世帯数 |
| 84.3MHz | エフエム豊橋 ｢やしの実｣ | JOZZ6AA-FM   | 20W        | 28W | 豊橋市及び 周辺地域 | 約27万世帯        |

## 歴史
- 1964年（昭和39年） - 昭和紡績によって豊橋スポーツセンターとして開業。当時はボウリング場、ゴルフ練習場、スイミングプール、スケート場というレジャー施設でスタートした。
- 1978年（昭和53年）10月 - イトーヨーカドー豊橋店が開業。
- 1985年（昭和60年）10月1日 - ホリデイ・イン・シアターが開館。
- 1990年（平成2年）10月1日 - ホリデイイン豊橋（現：ロワジールホテル豊橋）、ホリデイタワー（地上30階、120m）が完成。
- 1993年（平成5年）11月27日 - エフエム豊橋が開局。ホリデイタワーに送信所が設けられる。
- 1999年（平成11年）
  - 月日不明 - ホリデイ・イン・シアターが閉館。跡地は、駐車場になる。
  - 7月17日 - セガアリーナ豊橋、コズミックボウリング（ソニックボウル豊橋）、AMCホリデイ・スクエア18（現：ユナイテッド・シネマ豊橋18）が入居したアミューズメントビルを開業。
- 2002年（平成14年）
  - 5月 - 運営会社・不動産所有会社4社が一斉に民事再生法を申請。負債総額は約434億円に及んだ。
  - 7月 - 再生法申請途上で経営陣が私的流用していた疑いが強まり、債権者を代表した預金保険機構により会社更生法を申請され、再建法が切り替えられる。関連会社で『ホリデイ・イン京都』を経営する京都プラザが整理回収機構によって更生手続き開始を申請させられる。
- 2004年（平成16年）2月2日 - 再建支援元のローンスターグループが債権を一括弁済し、豊橋での更生手続きが終結。
- 2005年（平成17年）10月1日 - ユナイテッド・シネマ社による日本AMCシアターズ買収に伴い、ユナイテッド・シネマ豊橋18が開業する。
- 2006年（平成18年）7月14日 - セガアリーナ豊橋を改装開店。
- 2009年（平成21年）
  - 5月30日 - セガアリーナ豊橋が閉店。
  - 5月31日 - ソニックボール豊橋が閉店。
  - 6月1日 - セガアリーナ豊橋、ソニックボール豊橋の運営の株式会社セガが株式会社ES1に営業譲渡し、店名をタイトーステーション豊橋店、エックスボール豊橋店に変更。エックスボール豊橋店開店。
  - 6月2日 - タイトーステーション豊橋店が開店。
- 2010年（平成22年）3月31日 - マクドナルド豊橋ホリデイ・スクエア店が閉店。跡地には翌年にスターバックスコーヒー、サーティワンアイスクリームが出店した。
- 2011年（平成23年）7月1日 - スターバックスコーヒーホリデイ・スクエア豊橋店、サーティワンアイスクリームホリデイ・スクエア豊橋店が開店。
- 2012年（平成24年）
  - 9月13日 - 「ホテル日航豊橋」の経営権がオータに移ることを発表。
  - 11月1日 - 「ホテル日航豊橋」がJALホテルズ傘下から離れ、「ロワジールホテル豊橋」と改名。
  - 12月23日 - エフエム豊橋のスタジオを閉鎖。翌日より小畷町の豊橋ケーブルネットワーク旧社屋に移した。
- 2017年（平成29年）
  - 1月9日 - イトーヨーカドー豊橋店が閉店。
  - 10月13日 - イトーヨーカドー豊橋店跡にMEGAドン・キホーテ豊橋店が開店。
- 2019年（平成31年）
  - 2月1日 - MEGAドン・キホーテ豊橋店内にZENT豊橋藤沢店が開店。
- 2019年（令和元年)
  - 5月19日 - スロット123豊橋店が閉店。
- 2021年（令和3年）
  - 2月11日 - エックスボール豊橋店が閉店。
  - 3月31日 - タイトーステーション豊橋店が閉店。
  - 12月25日 - タイトーステーション豊橋店跡にアピナ豊橋が開店[2]。
- 2022年（令和4年）
  - 4月1日 - HADO ARENA 豊橋店が開店。
  - 4月28日 - エックスボール豊橋店跡にVEGA豊橋店が開店[3]。
- 2023年 (令和5年)
  - 1月22日 - VEGA豊橋店が閉店。
  - 4月27日 - VEGA豊橋店跡地に、アピナボウル豊橋店が開店[4]。

### 経営再建
2002年にホリデイスクエアとホテルを運営する「豊橋ホリデータワー」・「豊橋スポーツセンター」と昭和紡績（資産管理会社）、同地の不動産所有会社2社らは434億円の負債を抱え民事再生法を申請した。しかし、再生法申請後に経営陣らが6000万あまりの売上金を管財人に渡さず私的流用していたことが発覚し、同年7月に預金保険機構によって会社更生法が申立てられる前例の無い事態となった。程なくして『ホリデイ・イン京都』を経営していた関連会社「京都プラザ」も整理回収機構の申立により会社更生手続きが申請されている。
2003年6月に旧経営陣らはこれまで前例の無かった『民事再生法上の詐欺再生』容疑が初めて適用されて逮捕された。
時期を同じくして企業再生ファンドのローンスターグループがこれらの債権を買い取り、2004年に更生計画を完了。
現在は建物はバンク・オブ・ニューヨーク・メロンが所有、東急コミュニティーの管理運営となる。
ホテルについてはローンスター傘下のソラーレ ホテルズ アンド リゾーツの子会社となり、「ホテル日航豊橋」としての運営が継続されていたが、2012年9月に豊橋発祥のオータに買収され、同年11月より「ロワジールホテル豊橋」に改名された。

## アクセス
車
- 東名高速道路音羽蒲郡ICより約30分
- 駐車場：約1,814台

公共交通機関
- JR東海・名鉄豊橋駅より
  - 豊橋駅東口1番乗り場から豊鉄バス小浜大崎線、小浜大崎線（05系統を除く）、伊良湖本線「藤沢町」バス停下車、すぐ。
  - 豊橋駅西口バス乗り場から豊鉄バス牟呂線「西部団地」バス停下車、徒歩5分。
  - 新豊橋駅より豊橋鉄道渥美線に乗車、愛知大学前駅下車、徒歩20分。
- 豊橋鉄道渥美線三河田原駅、伊良湖岬より
  - 豊鉄バス伊良湖本線「藤沢町」バス停下車、すぐ。